# Ахонен, Лео
Ле́о О́лави А́хонен (фин. Leo Olavi Ahonen; род. 19 июня 1939, Выборг, Финляндия) — финский танцовщик, солист Финского национального балета, балетмейстер.

## Биография
Родился 19 июня 1939 года в Выборге, в Финляндии.
В 1945 году в возрасте шести лет поступил в балетную школу Финского национального балета в Хельсинки.
В 1954 году дебютировал в качестве артиста Финского национального балета, а в 1957 году исполнил партию Ну-Али в «Бахчисарайском фонтане» в Мариинским и Большом театрах. Стажировался при Ленинградском хореографическом училище. Позднее активно сотрудничал с труппами Dutch National Ballet, Royal Winnipeg Ballet и Houston Ballet.
Вместе с супругой финской балериной Сойли Арвола создал в США собственную балетную школу Texas Ballet Company и разработал персональную технику балетного танца.
С 1978 года также работал балетмейстером Clear Lake Metropolitan Ballet в Техасе.
В 1999 году закончил карьеру танцора, исполнив к этому времени более 300 партий в более чем трёх тысячах спектаклей в 34 странах мира и заслужив эпитеты: «The Flying Finn», «West Coast Nureyev», «Finntastic Finn». Заключительный концерт артиста состоялся в Японии при участии труппы Ballet International de Ochi.
В настоящее время работает хореографом и преподавателем.

## Семья
- Жена — Сойли Арвола (фин. Soili Arvola), финская балерина, балетмейстер.

## Фильмография
- 1949 — Prinsessa Ruusunen (Pan)
- 1961 — Toivelauluja (Nikke)
- 1963 — Kuvia eräästä näyttelystä (TV movie)